# Sint-Luciuskerk (Essen)
De Sint-Luciuskerk (Duits: St.-Lucius-Kirche) is een katholiek kerkgebouw in het Essense Stadtteil Werden, Noordrijn-Westfalen. De kerk was vroeger een filiaalkerk van een Benedictijns klooster en geldt als een van de oudste parochiekerken van Duitsland.

## Geschiedenis

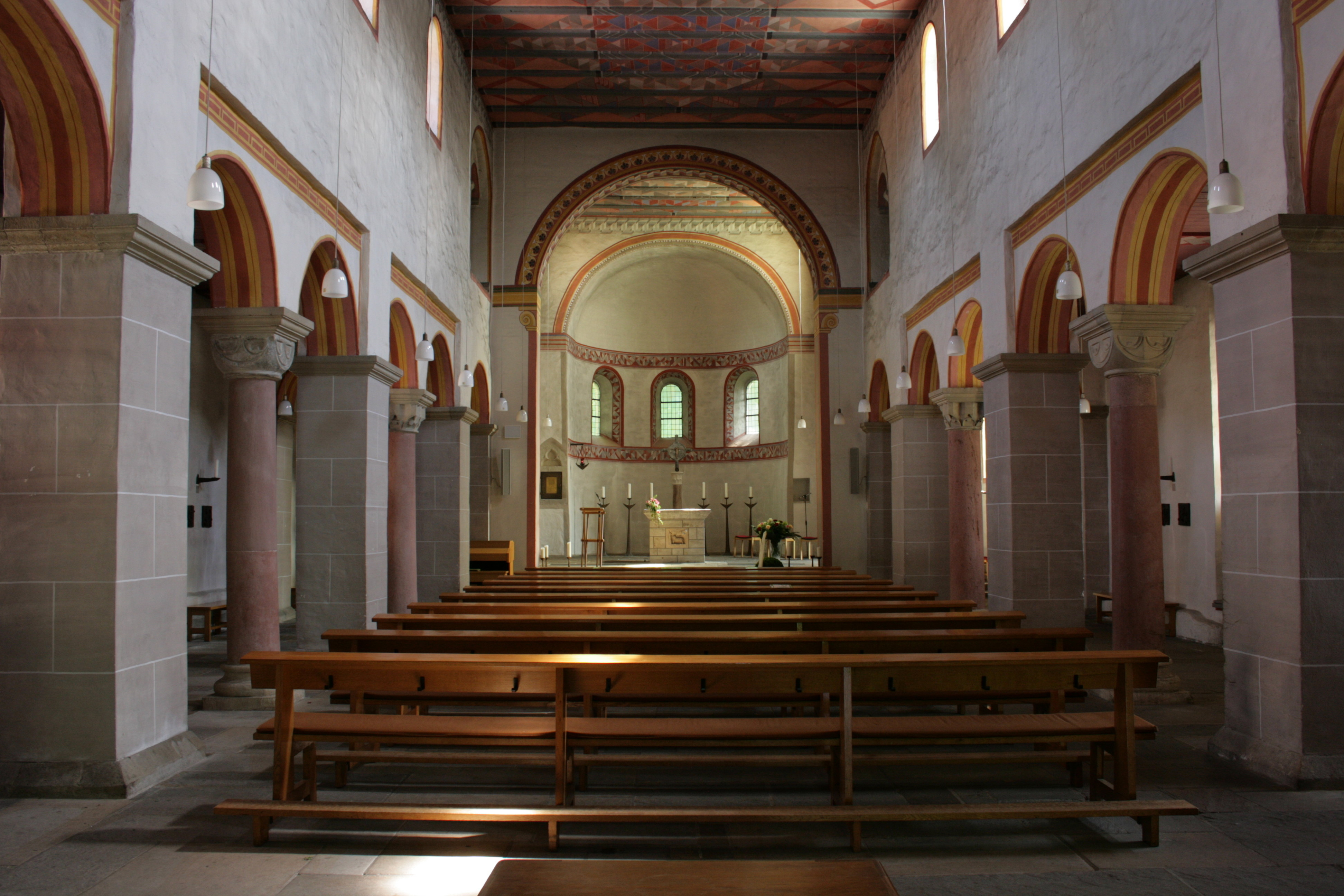
Interieur

Het bouwbegin van de kerk gaat terug op het jaar 995 onder de abt Werinbert; de wijding ervan geschiedde door de Keulse aartsbisschop Anno II in 1063.
Oorspronkelijk betrof het gebouw een eenvoudige zaalkerk, waaraan rond 1100 lage zijbeuken werden toegevoegd. De zijbeuken worden van het schip gescheiden middels zware pijlers afgewisseld door lichtere zuilen (volgens het alternerend stelsel). De noordelijke koormuur toont nog de oorspronkelijk drieledige opbouw met een nisachtig triforium. Tussen de bogen en de lichtbeuk bleven noemenswaardige resten van vroegromaanse fresco's bewaard.
Opvallend is ook de ingangshal, die voor de zware, vestingsachtige westelijke toren werd gebouwd. Twee kleine torens boven de oostelijke traveeën flankeren het koor.
Na de secularisatie in 1803 werd het gebouw vanaf 1811 als graanschuur en later als woonruimte gebruikt, tot men vanaf 1957 de opgetrokken tussenmuren en binnenruimtes weer verwijderde. De herstelde kerk werd in 1965 opnieuw gewijd.
In 1968 werden zowel de voor- als achterzijde van het altaar met een reliëf van de beeldhouwer Elmar Hillebrand versierd. Het balkenplafond werd in 1985 deels op basis van gevonden historische verfresten onder oudere lagen naar een ontwerp van Egon Stratmann (Hattingen, Ruhr) geschilderd.
De nissen van het koor bevatten nog resten van figuurlijke fresco's.
Een grote schenking maakte het bronzen portaal in 1991 mogelijk, dat door de kunstenaar Jürgen Goertz werd ontworpen. Tegenwoordig worden er in de kerk vooral erediensten voor kinderen en scholen gevierd.

## Afbeeldingen

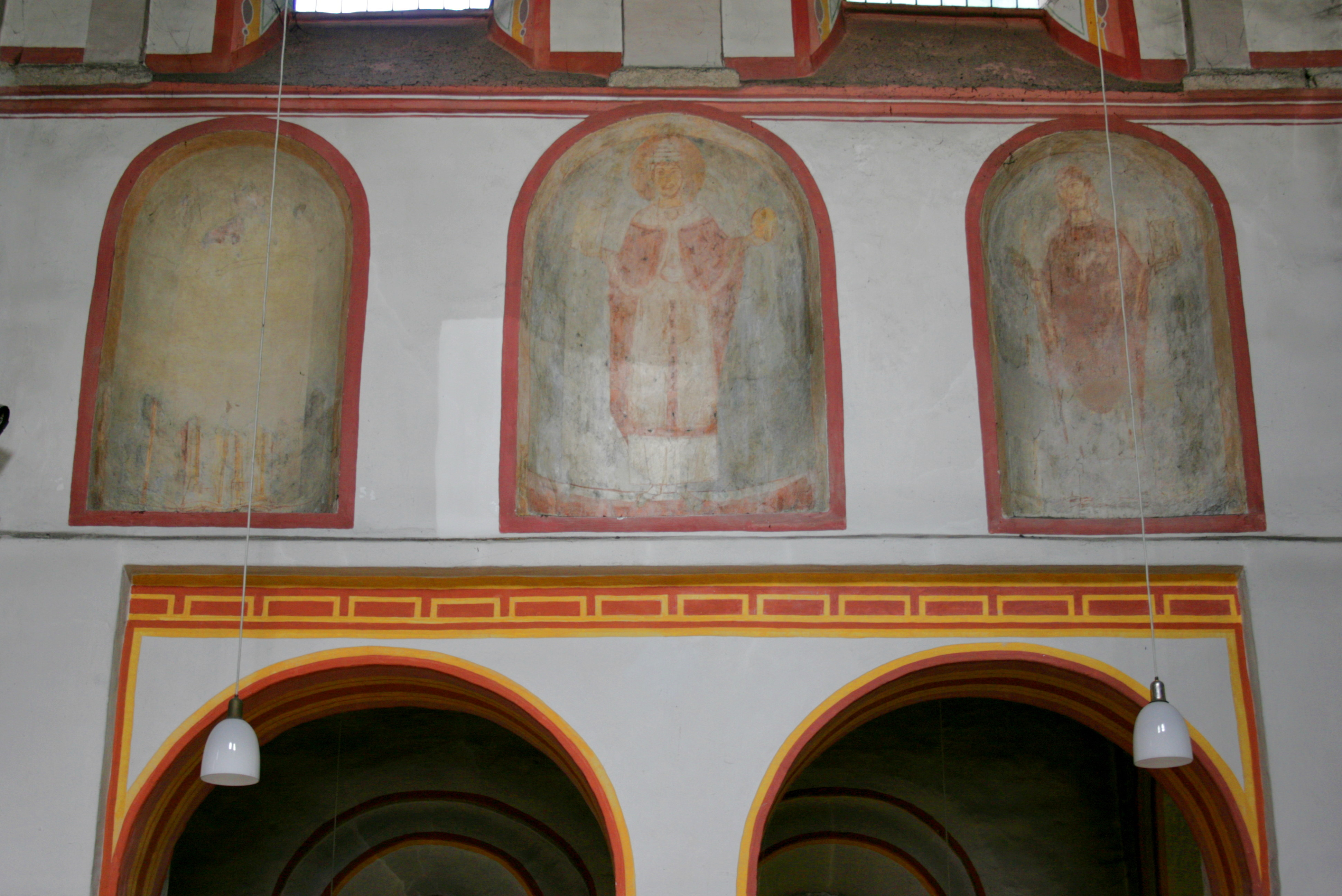
Fresco's
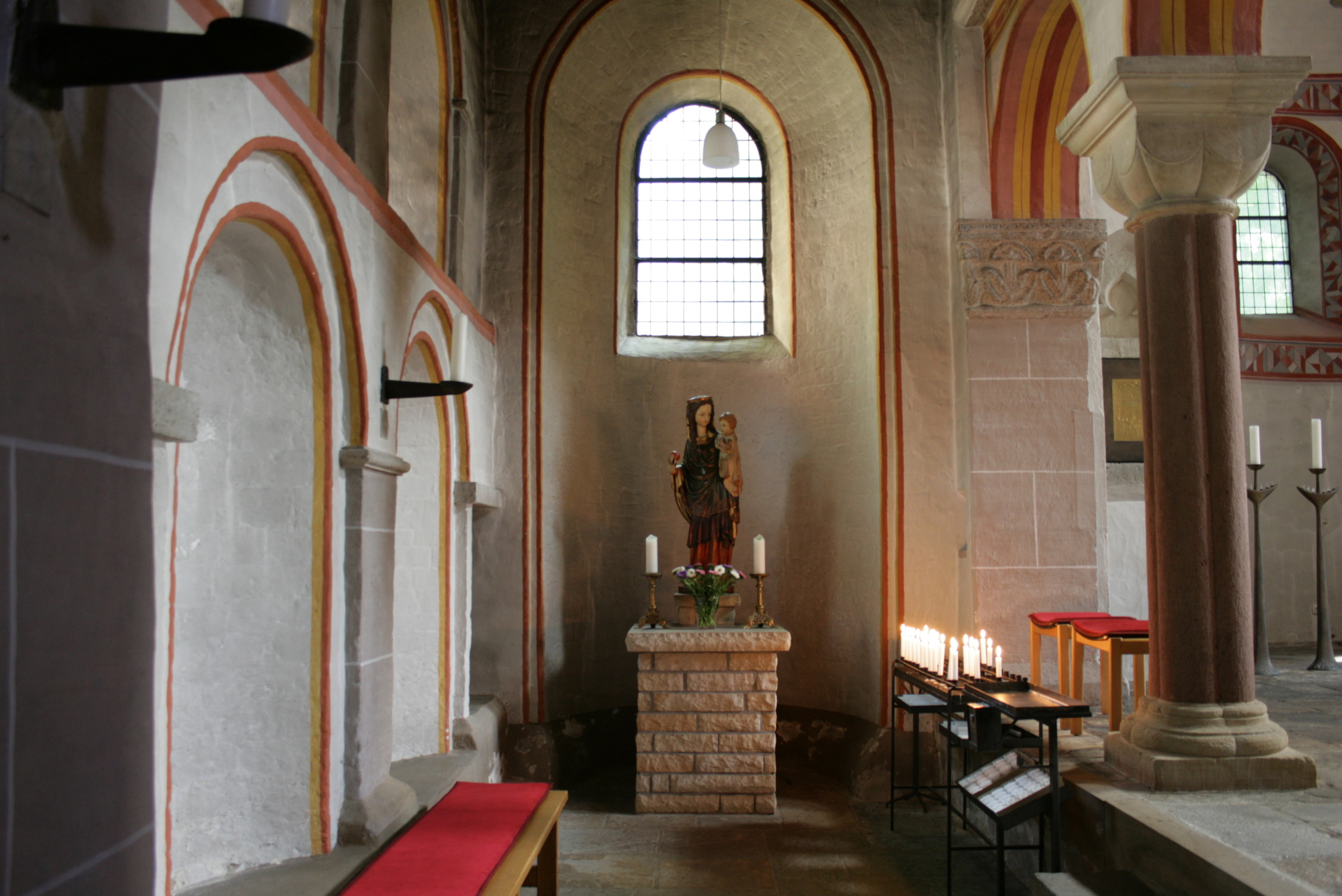
Noordelijke apsis
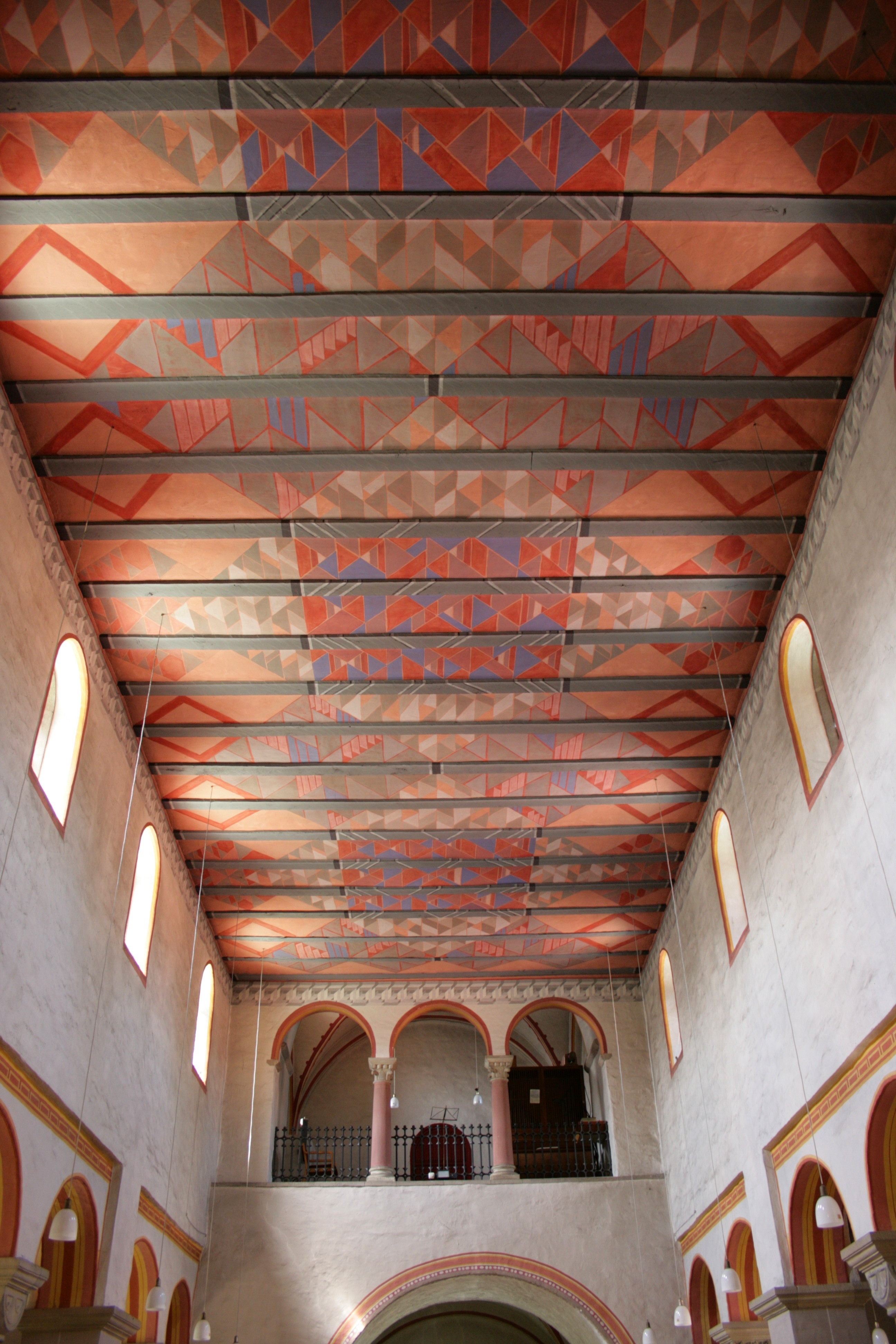
Balkenbeschildering
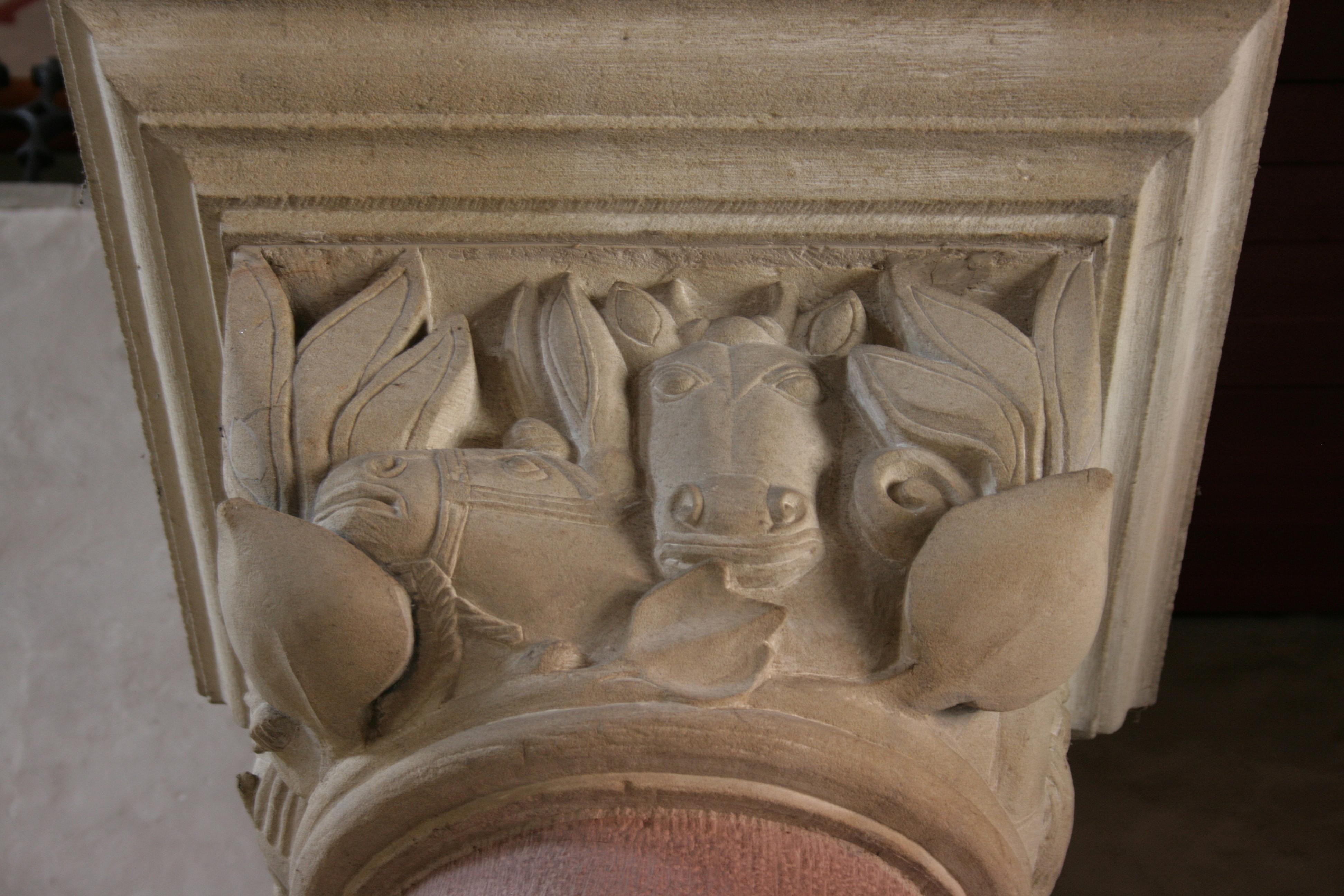
Kapiteel